# La congiura dei Boiardi
La congiura dei Boiardi (in russo Иван Грозный II: Боярский заговор?, Ivan Groznyj II: Bojarskij zagovor) è un film del 1946, ma distribuito dal 1958, diretto da Sergej Michajlovič Ėjzenštejn.

## Trama
Lo zar Ivan IV si ritira dopo la sua lotta per il potere in un tranquillo convento di provincia a meditare. Ma presto è costretto a riprendere il governo del trono della Russia perché la classe dei boiardi, capeggiata dalla zia, ordisce una ribellione che potrebbe gravemente compromettere i progetti dello zar. Ivan viene appena in tempo a conoscenza dei piani dei ribelli e ottiene i nominativi dei congiurati tra i quali suo nipote che fa condannare. Dopo l'esecuzione di quest'ultimo per Ivan comincia un periodo di solitudine e riflessione, colmo dei tristi e lontani ricordi in cui egli sognava la rivoluzione sanguinaria e l'ambizione di conquistare la Russia e l'Occidente.

## Produzione
Il progetto originale prevedeva tre film sulla vita di Ivan IV di Russia, il primo film venne realizzato e distribuito, questo è il secondo che venne girato ma bloccato dalle autorità e distribuito solo nel 1958 (dopo la morte di Stalin), il terzo film non venne mai completato e ne vennero girate solo poche sequenze. Questo film inoltre rispetto al primo è ricco di una lunga sequenza a colori.